# Condado de Teba
El condado de Teba es un título nobiliario español creado por el rey Carlos I el 22 de octubre de 1522 a favor de Diego Ramírez de Guzmán, II señor de Teba y Ardales, hijo de Juan Ramírez de Guzmán, I señor de Teba, Mariscal de Castilla, embajador en Portugal, conquistador de la villa de Teba y de su esposa Catalina Ponce de León.
Su nombre se refiere al municipio andaluz de Teba, en la provincia de Málaga.

## Condes de Teba

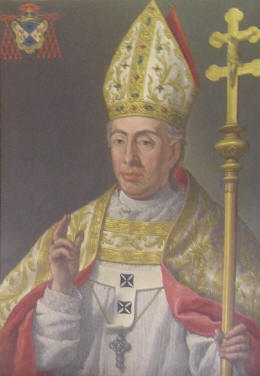
XV conde de Teba.

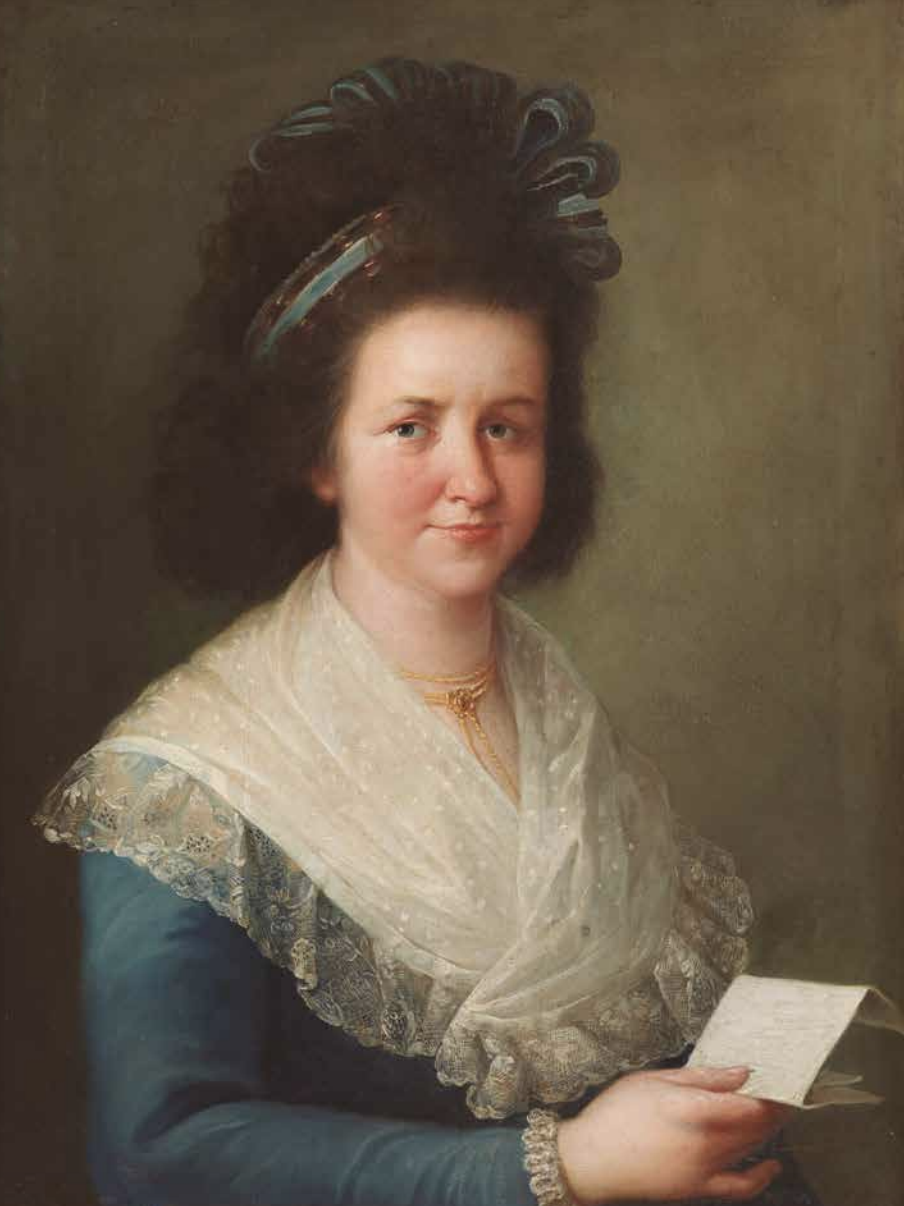
XVI condesa de Teba.

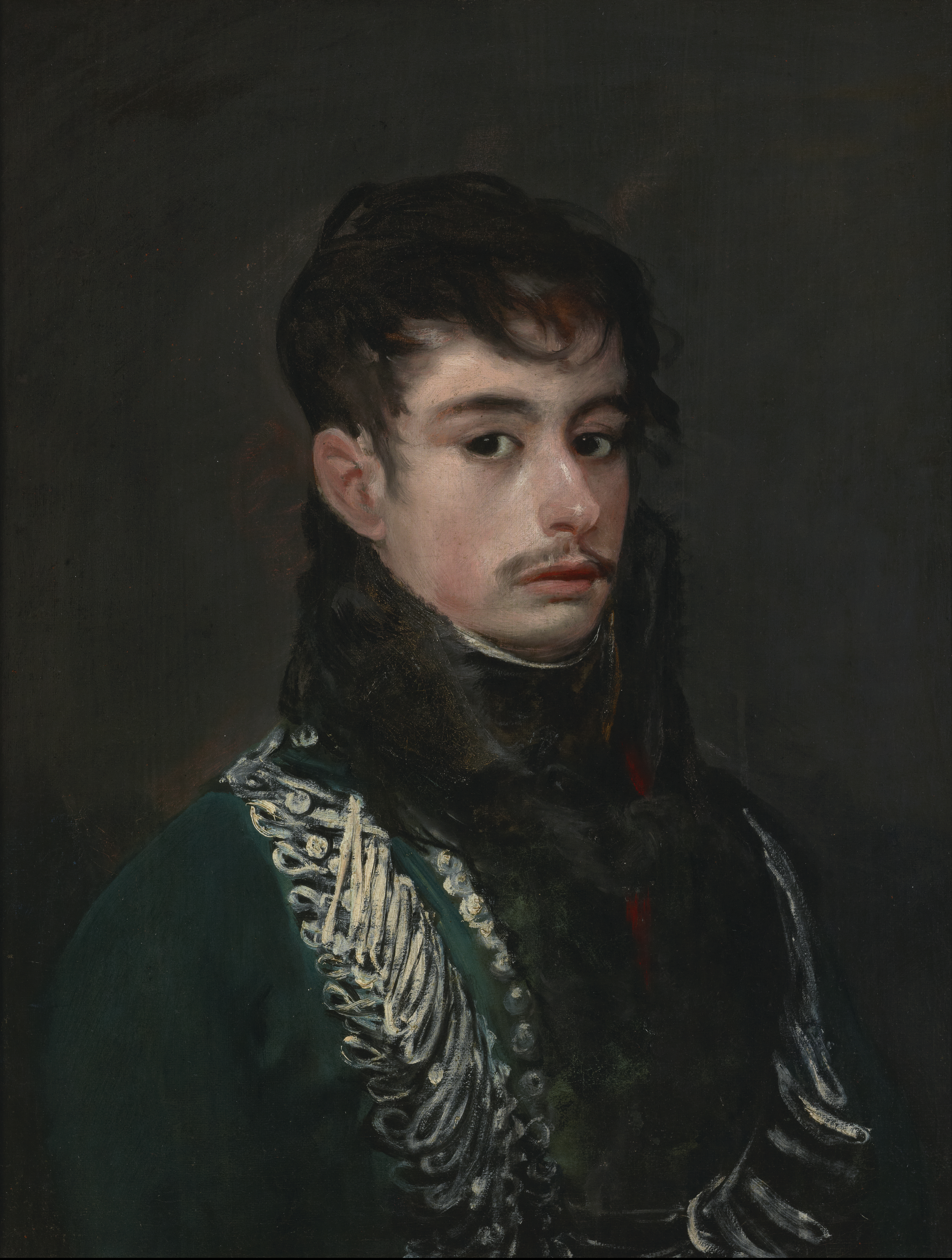
XVII conde de Teba.

- Diego Ramírez de Guzmán y Ponce de León, I conde de Teba.

Casado con Brianda de Guzmán, hija de Diego Fernández de Córdoba, II conde de Cabra y Mariscal de Castilla, y de María de Mendoza.
- Luis de Guzmán y Córdoba, II conde de Teba, I marqués de Ardales.

Se casó en primeras nupcias con Juana María Portocarrero de la Vega y en segundas con Ana de Toledo y Pimentel, hija de García Álvarez de Toledo y Zúñiga, III marqués de Coria, y de Beatriz Pimentel y Pacheco, hija de Rodrigo Alonso Pimentel, IV conde de Benavente y de María Pacheco y Portocarrero. Le sucedió su hijo del segundo matrimonio:
- Juan Diego Ramírez de Guzmán y Álvarez de Toledo, III conde de Teba y III marqués de Ardales, mariscal de Castilla y alcaide perpetuo de la Alcazaba de Málaga y el castillo de Gibralfaro.[4]

Se casó con su sobrina, Ana de Cardona  Córdoba.  Sin sucesión de su matrimonio, le sucedió su hermana mayor, hija del primer matrimonio de su padre.
- Brianda de Guzmán y de la Vega, IV condesa de Teba y III marquesa de Ardales,[5][3] Le sucedió su hijo:

Casada con Francisco de Guzmán y Manrique, I marqués de La Algaba. Le sucedió su hijo:
- Luis de Guzmán y Guzmán, V conde de Teba, IV marqués de Ardales y II marqués de La Algaba.[3][7]

Casado con Inés Portocarrero y Enríquez de Rivera, hija del I marqués de Villanueva del Río. Le sucedió su hijo:
- Pedro Andrés Ramírez de Guzmán, VI conde de Teba, V marqués de Ardales y III marqués de La Algaba[3][7]

Casado con Juana Fernández de Córdoba y Enríquez de Rivera, hija del IV marqués de Priego. Le sucedió su hijo:
- Luis Francisco Ramírez de Guzmán y Fernández de Córdoba, VII conde de Teba, VI marqués de Ardales y IV marqués de La Algaba.[3][7] Fue alférez mayor de Sevilla y caballero de la Orden de Santiago en 1670.[3]

Casado con Antonia Portocarrero y Luna, hija de Cristóbal Portocarrero Osorio y Luna, III conde de Montijo, y su esposa Ana de Luna y Enríquez, II condesa de Fuentidueña. Le sucedió su hijo:
- Pedro Andrés Ramírez de Guzmán y Portocarrero (c. 1650-Orán, 9 de marzo de 1681),[3] VIII conde de Teba, V marqués de La Algaba, VII marqués de Ardales, mariscal de Castilla, caballero de la Orden de Santiago, alférez mayor de Sevilla, gentilhombre de cámara del rey, gobernador y capitán de Orán y Mazalquivir.[9][10] Falleció como gobernador de Orán el 9 de marzo de 1681 en una expedición contra los Ben-Arajes.[10][11]

Casado en Madrid (Santa Cruz) el 27 de octubre de 1658 con Mariana de Velasco y Ayala, hija del VIII conde de Fuensalida. Sin sucesión, le sucedió su hermano.
- Agustín Alfonso de Guzmán y Portocarrero (m. 15 de octubre de 1681), IX conde de Teba, VIII marqués de Ardales, VI marqués de La Algaba, alférez mayor de Sevilla.[11]

Casado con Teresa Catalina de Moncada y Fajardo (1665-1728), IX duquesa de Montalto. Sin sucesión, le sucedió su tía.
- Inés de Guzmán y Fernández de Córdoba (m. 1681),[13] X condesa de Teba, IX marquesa de Ardales y VII marquesa de la Algaba (sucediendo a su sobrino carnal).[11] Era hija de Pedro Andrés Ramírez de Guzmán, VI conde de Teba.[13]

Casada en primeras nupcias con Cristóbal Portocarrero y Luna Enríquez, (1617-22 de julio de 1641), III conde de Montijo, III marqués de Valderrábano.  Se casó en segundas nupcias con Francisco Portocarrero y Villacís, VIII marqués de Villanueva del Fresno y marqués de Barcarrota. Le sucedió su hijo del primer matrimonio:
- Cristóbal Portocarrero de Guzmán Luna y Enríquez (Montijo, 25 de noviembre de 1638-Madrid, 31 de octubre de 1704),[13] XI conde de Teba, VIII marqués de La Algaba, IV conde de Montijo,[14]  y IV marqués de Valderrábano.

Casado en primeras nupcias con Úrsula de la Cerda y Leiva de quien tuvo tres hijas. En segundas, contrajo matrimonio con Victoria de Toledo y Benavides, padres de una hija que fue monja. Casado en terceras nupcias en Madrid el 15 de marzo de 1690 con María Regalado Funes de Villalpando y Monroy (m. Madrid, 14 de mayo de 1738), IV marquesa de Osera, Después de un pleito entablado por su tío carnal y su prima, Pedro Portocarrero de Guzmán y su hija Catalina Portocarrero, el XI conde de Teba perdió el pleito y se quedó solamente con el marquesado de La Algaba. Por tanto, sucedió en el condado de Teba su prima:
- Catalina Portocarrero de Guzmán (m. 25 de noviembre de 1712), XII condesa de Teba y XI marquesa de Ardales.[11]

Se casó  Antonio Fernández de Córdoba-Figueroa  Fernández de Córdoba.  Le sucedió su hijo:
- Domingo Fernández de Córdoba (m. 11 de abril de 1736), XIII conde de Teba, XII marqués de Ardales, y VII conde de Baños, grande de España (sucediendo a su sobrino).[11]

Se casó en 1722 en primeras nupcias, siendo su segundo esposo, con María Antonia Ruiz de Castro Centurión y Portugal, y en segundas con María Isidora Pacheco y Téllez Girón. Le sucedió de su segundo matrimonio su hija:
- María del Carmen Fernández de Córdoba, XIV condesa de Teba y XIII marquesa de Ardales.[11] Sin descendencia, le sucedió su tío:

- Luis Fernández de Córdoba Portocarrero (22 de enero de 1696-26 de marzo de 1771), XV conde de Teba y XIV marqués de Ardales, hijo de la XII condesa de Teba. Sucedió a su sobrina por sentencia de tenuta del 23 de junio de 1738.[11]

- María Francisca de Sales Portocarrero y López de Zúñiga (10 de junio de 1754 – 15 de abril de 1808),[14] XVI condesa de Teba, IX condesa de Baños,[16] X marquesa de La Algaba, VI condesa de Montijo,[14] VII marquesa de Valderrábano, VI condesa de Ablitas, y VI marquesa de Osera.

Casada en primeras nupcias el 8 de noviembre de 1768 con Felipe Antonio de Palafox y Croy d'Havré (1739-1790). Casada en segundas nupcias con Estanislao de Lugo y Molina (1753-1833). Le sucedió su hijo de su primer matrimonio.
- Eugenio de Palafox y Portocarrero (1773-18 de julio de 1834),[14] XVII conde de Teba, XI marqués de La Algaba, VII conde de Montijo,[14] VIII marqués de Valderrábano y VII marqués de Osera.

Contrajo matrimonio con María Ignacia de Idíaquez y Carvajal (m. 3 de noviembre de 1826), sin descendencia, le sucedió su hermano.
- Cipriano Portocarrero y Guzmán (1784-15 de marzo de 1839),[14] XVIII conde de Teba, XII marqués de La Algaba, VIII conde de Montijo,[14] IX marqués de Valderrábano y VIII marqués de Osera.

Casado el 15 de diciembre de 1917 con María Manuela Kirkpatrick de Closeburn y de Grevignée (1794-1879). Le sucedió su hija.
- María Eugenia Palafox y Kirkpatrick, XIX condesa de Teba,[19] XII condesa de Baños[16] y emperatriz consorte de Francia.[16]  Le sucedió su sobrina nieta:[11]

- María Eugenia Sol María Fitz-James Stuart y Falcó (Madrid, 8 de enero de 1880-ibid. 4 de marzo de 1962),[11] XX condesa de Teba (por cesión de su tía abuela),[19] XX marquesa de Ardales, por cesión de su hermano Jacobo,[19] XIV condesa de Baños con grandeza de España, por cesión de su hermano Jacobo Fitz-James Stuart y Falcó, XVII duque de Alba de Tormes, que había sucedido a su tía, Eugenia de Montijo en el condado de Baños.[16]

Casada el 2 de julio de 1906 con Juan Manuel Mitjans y Manzanedo, II duque de Santoña y III marqués de Manzanedo. Cedió el título del condado de Teba a su hijo:
- Carlos Afonso de Mitjans y Fitz-James Stuart (Ventosilla, 3 de mayo de 1907-28 de agosto de 1997)[19] XXI conde de Teba[19][20]  XXI marqués de Ardales[19] y XV conde de Baños.[16][19]

Casado el 28 de febrero de 1935 con la mexicana Elena Verea Corcuera. Le sucedió su hija:
- María Macarena de Mitjans y Verea  (18 de febrero de 1936[19]-2 de octubre de 2020),[21] XXII condesa de Teba[19][22] y XVI condesa de Baños.[16][19]

Casada el 30 de junio de 1959 con Francisco de Borja Patiño y Arróspide, conde del Arco (m. 10 de julio de 2005). Fueron padres de dos hijos, Jaime y Verónica Patiño y Mitjans. Le sucedió su hijo Jaime:
- Jaime Patiño y Mitjans, XXIII conde de Teba[1] y XVII conde de Baños.[23]

Casado con Eugenia Soto Fitz-James.